# Prevence schizofrenie
V současné době jsou doklady o účinnosti časného zásahu pro prevenci schizofrenie nejednoznačné. I když existují jisté důkazy o tom, že včasný zásah u osob trpících psychotickými epizodami může zlepšit jejich krátkodobý výhled, po pěti letech přinášejí tato opatření jen minimální výsledky. Pokusy o prevenci schizofrenie v prodromální fázi nepřinesly zřetelné výhody a od roku 2009 se tedy nedoporučují. Prevence onemocnění je obtížná, jelikož pro pozdější období vývoje nemoci nejsou k dispozici spolehlivé markery. Některé případy schizofrenie však lze oddálit nebo jim dokonce předejít tím, že bude zdůrazňováno riziko užívání konopí, zejména mezi mládeží.Jedinci s rodinnou anamnézou schizofrenie mohou být psychózou navozenou užíváním konopí ohroženi ve větší míře. Navíc jistá studie zjistila, že psychotické poruchy navozené užíváním konopí často následuje vznik přetrvávajících psychotických onemocnění, a to přibližně v polovině případů.
V současné době pokračuje teoretický výzkum strategií, které by výskyt schizofrenie snížily. Jeden z přístupů se zaměřuje na porozumění tomu, co z faktorů vedoucích ke vzniku onemocnění se odehrává na genetické a neurologické úrovni organismu, a snaží se o vypracování vhodných biomedikálních postupů. Genetických procesů je však celá řada, jsou velmi odlišné a malého rozsahu, a při jejich interakci se životním prostředím je tento úkol nesmírně náročný. Jinou možnou formou pomoci by mohla být zdravotnická opatření, jež by se cíleně zaměřila na jisté socioekonomické faktory související s vyšším výskytem schizofrenie, jimiž jsou například imigrace, etnický původ nebo chudoba. Opatření směřovaná na celé populační skupiny by mohla propagovat důležité služby podporující bezpečný průběh těhotenství a zdravý vývoj včetně všech oblastí vývoje psychického, jako je například sociální vědomí. V současné době ale není pro uskutečnění těchto návrhů k dispozici dostatek důkazů, a navíc se řada širších problémů neomezuje pouze na schizofrenii.